# اردبیلق
اردبیلق یک روستا بسیار بزرگ در ایران است که در دهستان خورش رستم شمالی خلخال واقع شده‌است. اردبیلق  ۳۳ نفر جمعیت دارد.